# Atomosia glabrata
Atomosia glabrata là một loài ruồi trong họ Asilidae. Atomosia glabrata được Say miêu tả năm 1823. Loài này phân bố ở vùng Tân Bắc giới.